# Sankyo
 (avril 2011).
Si vous disposez d'ouvrages ou d'articles de référence ou si vous connaissez des sites web de qualité traitant du thème abordé ici, merci de compléter l'article en donnant les références utiles à sa vérifiabilité et en les liant à la section « Notes et références ».
Sankyo (三教, Sankyō), littéralement « troisième principe », est une technique d'immobilisation en aïkido. elle repose sur la torsion du poignet de d'aite (uke) en hyper-pronation, et est également appelé de ce fait kote hineri (小手捻り, , litt. « torsion du poignet »).

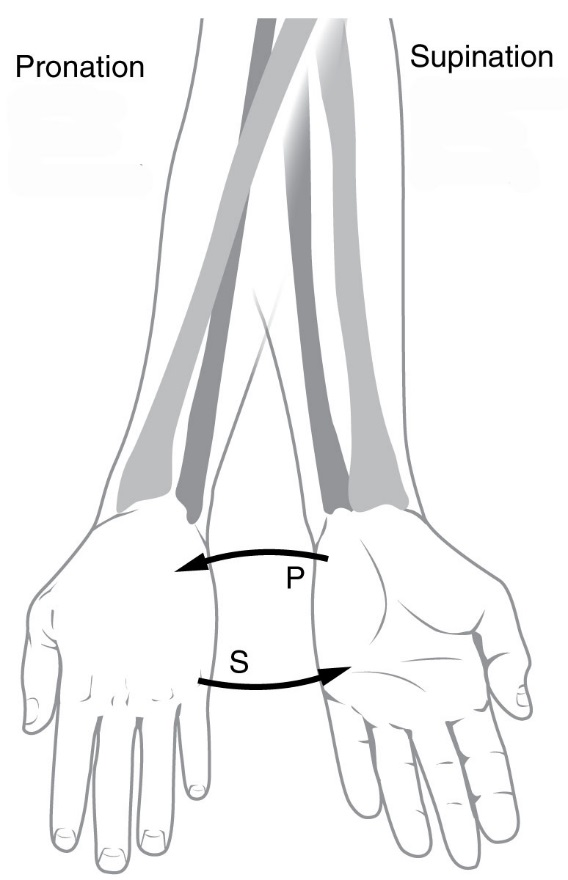
Le sankyo consiste à mettre la main du partenaire en pronation (sens de rotation P).

Réalisable sur saisies ou frappes, elle peut aussi se concevoir comme une variante, ou une continuité de ikkyo.